# Elecciones municipales del Callao de 1995
Las elecciones municipales del Callao de 1995 se llevaron a cabo el 12 de noviembre de 1995 para elegir al alcalde y al Concejo Provincial del Callao para el periodo 1996-1998. La elección se celebró simultáneamente con elecciones municipales en todo el país.

## Sistema electoral
La Municipalidad Provincial del Callao es el órgano administrativo y de gobierno de la provincia constitucional del Callao. Está compuesta por el alcalde y el Concejo Provincial.
La votación del alcalde y el concejo se realiza en base al sufragio universal, que comprende a todos los ciudadanos nacionales y no nacionales mayores de dieciocho años, empadronados y residentes en la provincia constitucional del Callao y en pleno goce de sus derechos políticos.
El Concejo Provincial del Callao está compuesto por 19 regidores elegidos por sufragio directo para un período de tres (3) años, en forma conjunta con la elección del alcalde (quien lo preside). La votación es por lista cerrada y bloqueada. Se asigna a la lista ganadora los escaños según el método d'Hondt o la mitad más uno, lo que más le favorezca.

## Composición del Concejo Provincial del Callao
La siguiente tabla muestra la composición del Concejo Provincial del Callao antes de las elecciones.
| Partidos | Partidos                                             | Regidores |
| -------- | ---------------------------------------------------- | --------- |
|          | Partido Popular Cristiano                            | 13        |
|          | Lista Independiente Movimiento OBRAS                 | 2         |
|          | Partido Aprista Peruano                              | 2         |
|          | Lista Independiente Movimiento Independiente Porteño | 1         |
|          | Acción Popular                                       | 1         |

## Partidos y candidatos
A continuación se muestra una lista de los principales partidos y alianzas electorales que participaron en las elecciones:
| Candidatura | Candidatura | Partidos y alianzas                                                               | Candidatos | Candidatos               | Ideología         | Resultado previo | Resultado previo | Ref. |
| Candidatura | Candidatura | Partidos y alianzas                                                               | Candidatos | Candidatos               | Ideología         | Votos (%)        | Reg.             | Ref. |
| ----------- | ----------- | --------------------------------------------------------------------------------- | ---------- | ------------------------ | ----------------- | ---------------- | ---------------- | ---- |
|             | C90 - NM    | Lista - Cambio 90 - Nueva Mayoría (C90–NM) – Cambio 90 (C90) – Nueva Mayoría (NM) |            | Kurt Woll Muller         | Fujimorismo       | Nuevo            | Nuevo            |      |
|             | IND         | Lista - Lista Independiente Chim Pum Callao                                       |            | Alexander Kouri Bumachar | Localismo chalaco | Nuevo            | Nuevo            |      |

Otros candidatos
| Partidos y alianzas | Partidos y alianzas                   | Candidatos                 |
| ------------------- | ------------------------------------- | -------------------------- |
|                     | Lista Independiente N° 7 Vamos Callao | Sin información disponible |
|                     | Lista Independiente N° 9 Callao 95    | Sin información disponible |

## Sondeos de opinión
Las siguientes tablas enumeran las estimaciones de la intención de voto en orden cronológico inverso, mostrando las más recientes primero y utilizando las fechas en las que se realizó el trabajo de campo de la encuesta. Cuando se desconocen las fechas del trabajo de campo, se proporciona la fecha de publicación.
Leyenda:
     Sondeo realizado en el periodo de prohibición legal de la difusión de sondeos de intención de voto.

### Intención de voto
La siguiente tabla enumera las estimaciones ponderadas (sin incluir votos en blanco y nulos) de la intención de voto.
|                                      |             |   |      |      |      |  |  |  |  |  |  |
| Elecciones municipales de 1995       | 12 nov 1995 | — | 57.9 | 36.6 | 21.3 |  |  |  |  |  |  |
|                                      |             |   |      |      |      |  |  |  |  |  |  |
| Apoyo Opinión y Mercado/Panamericana | 12 nov 1995 | ? | 62.7 | 32.9 | 29.8 |  |  |  |  |  |  |

## Resultados

### Sumario general
|                        |                                       |              |              |              |           |           |
| Partidos y coaliciones | Partidos y coaliciones                | Voto popular | Voto popular | Voto popular | Regidores | Regidores |
| Partidos y coaliciones | Partidos y coaliciones                | Votos        | %            | ±pp          | Total     | +/−       |
|                        | Lista Independiente Chim Pum Callao   | 170,208      | 57.90        | n/a          | 12        | +12       |
|                        | Cambio 90 - Nueva Mayoría (C90–NM)    | 108,341      | 36.85        | Nuevo        | 7         | +7        |
|                        | Lista Independiente N° 7 Vamos Callao | 9,709        | 3.30         | n/a          | 0         | ±0        |
|                        | Lista Independiente N° 9 Callao 95    | 5,714        | 1.94         | n/a          | 0         | ±0        |
|                        |                                       |              |              |              |           |           |
| Total                  | Total                                 | 293,972      |              |              | 19        | ±0        |
|                        |                                       |              |              |              |           |           |
| Votos válidos          | Votos válidos                         | 293,972      | 91.21        | +8.20        |           |           |
| Votos en blanco        | Votos en blanco                       | 17,459       | 5.42         | +2.21        |           |           |
| Votos nulos            | Votos nulos                           | 10,875       | 3.37         | –10.41       |           |           |
| Votos emitidos         | Votos emitidos                        | 322,306      | 79.64        | +4.12        |           |           |
| Abstenciones           | Abstenciones                          | 82,399       | 20.36        | –4.12        |           |           |
| Votantes registrados   | Votantes registrados                  | 404,705      |              |              |           |           |
|                        |                                       |              |              |              |           |           |
| Fuente:                |                                       |              |              |              |           |           |

### Concejo Municipal del Callao
| Cargo                          | Autoridad electa                   | Partido político | Partido político          |
| ------------------------------ | ---------------------------------- | ---------------- | ------------------------- |
| Alcalde Provincial del Callao  | Alexander Kouri Bumachar           |                  | Chim Pum Callao           |
| Regidora Provincial del Callao | Silvia Moreno Bocanegra            |                  | Chim Pum Callao           |
| Regidor Provincial del Callao  | Félix Noceda Jara                  |                  | Chim Pum Callao           |
| Regidora Provincial del Callao | Juana Serpa Castro                 |                  | Chim Pum Callao           |
| Regidor Provincial del Callao  | Pedro Constantino Zavala           |                  | Chim Pum Callao           |
| Regidora Provincial del Callao | Lilihan Valverde Llanos            |                  | Chim Pum Callao           |
| Regidor Provincial del Callao  | José Escudero Vigil                |                  | Chim Pum Callao           |
| Regidor Provincial del Callao  | Félix Moreno Caballero             |                  | Chim Pum Callao           |
| Regidor Provincial del Callao  | Rubén Paredes Soto                 |                  | Chim Pum Callao           |
| Regidor Provincial del Callao  | José del Castillo Paz              |                  | Chim Pum Callao           |
| Regidor Provincial del Callao  | Tito Gutiérrez Calixto             |                  | Chim Pum Callao           |
| Regidor Provincial del Callao  | Teófilo Aquino Chávez              |                  | Chim Pum Callao           |
| Regidor Provincial del Callao  | Juan Sotomayor García              |                  | Chim Pum Callao           |
| Regidora Provincial del Callao | Consuelo Franco Mora               |                  | Cambio 90 - Nueva Mayoría |
| Regidor Provincial del Callao  | Moisés Woll Dávila                 |                  | Cambio 90 - Nueva Mayoría |
| Regidor Provincial del Callao  | Leonardo Villanueva Chacón         |                  | Cambio 90 - Nueva Mayoría |
| Regidora Provincial del Callao | Irene Schenone Valdivia de Vallejo |                  | Cambio 90 - Nueva Mayoría |
| Regidor Provincial del Callao  | Alfredo Ravines Flores             |                  | Cambio 90 - Nueva Mayoría |
| Regidor Provincial del Callao  | Carlos Silva Antuñano              |                  | Cambio 90 - Nueva Mayoría |
| Regidor Provincial del Callao  | Víctor Timorán de la Haza          |                  | Cambio 90 - Nueva Mayoría |

## Elecciones municipales distritales

### Resultados por distrito
La siguiente tabla enumera el control de los distritos de la provincia del Callao. El cambio de mando de una organización política se resalta del color de ese partido.
| Distrito                   | Alcalde(sa) titular           | Partido político | Partido político          | Alcalde(sa) electo(a)         | Partido político | Partido político          |
| -------------------------- | ----------------------------- | ---------------- | ------------------------- | ----------------------------- | ---------------- | ------------------------- |
| Bellavista                 | Carlos Ojeda Oviedo           |                  | Partido Popular Cristiano | Guillermo Danessi Ardiles     |                  | Chim Pum Callao           |
| Carmen de La Legua-Reynoso | Olga Moreano Vargas           |                  | Partido Popular Cristiano | Juan Gavilano Ramírez         |                  | Cambio 90 - Nueva Mayoría |
| La Perla                   | Agustín Díaz Murga            |                  | Partido Popular Cristiano | Guillermo Sánchez Delgado     |                  | Chim Pum Callao           |
| La Punta                   | Benjamín Zevallos-Ortiz Drago |                  | Partido Popular Cristiano | Benjamín Zevallos-Ortiz Drago |                  | Chim Pum Callao           |
| Ventanilla                 | Alfredo Mesías Acuña          |                  | Partido Popular Cristiano | Víctor Portilla Flores        |                  | Cambio 90 - Nueva Mayoría |